# Липники (Дрогичинский район)
Ли́пники (транслит.: Lipniki; бел. Лі́пнікі) — агрогородок в Дрогичинском районе Брестской области Белоруссии. Входит в состав Дрогичинского сельсовета. Население — 723 человека (2019).

## География
Липники находятся в 6 км к востоку от Дрогичина. Местность принадлежит бассейну Днепра, вокруг села — развитая сеть мелиоративных каналов со стоком в канализированную реку Неслуха. Через Липиники проходит автодорога Дрогичин — Пинск. На южной окраине села — ж/д станция на линии Брест — Дрогичин — Пинск).

## История
После третьего раздела Речи Посполитой (1795 год) деревня в составе Российской империи, принадлежала Кобринскому уезду Гродненской губернии. Согласно Рижскому мирному договору (1921) село вошло в состав межвоенной Польши, где принадлежала Дрогичинскому повету Полесского воеводства. С 
1939 года — в составе БССР.

## Инфраструктура
В агрогородке имеется школа, два магазина и детский сад.

## Культура
- Дом культуры
- Музей ГУО "Липникская средняя школа имени Николая Михайловича Попова"

## Достопримечательность
Существовавшая в селе деревянная Успенская церковь 1792 года постройки не сохранилась, на её месте сейчас Дом культуры. В конце XX века в Липниках построена новая кирпичная Успенская церковь.
Памятник погибшим воинам.

## Галерея

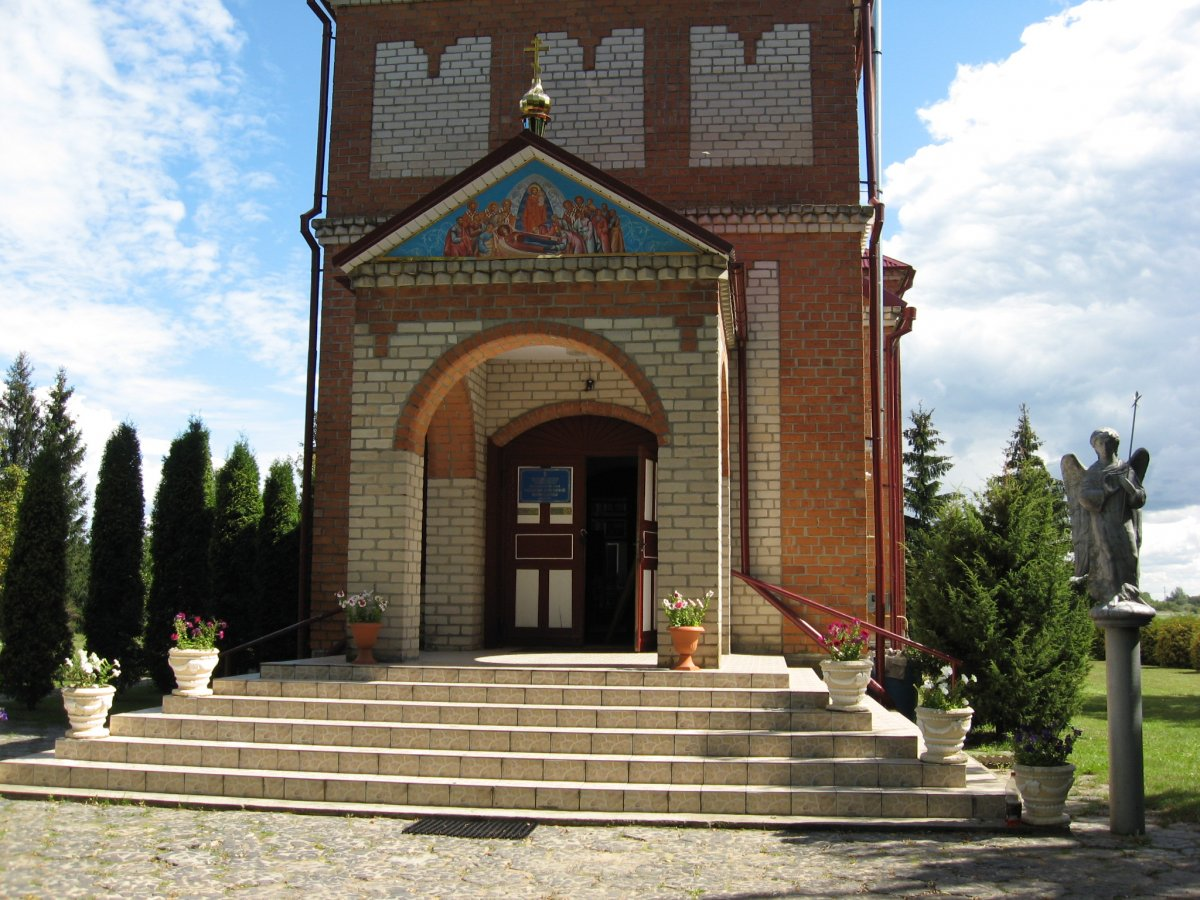
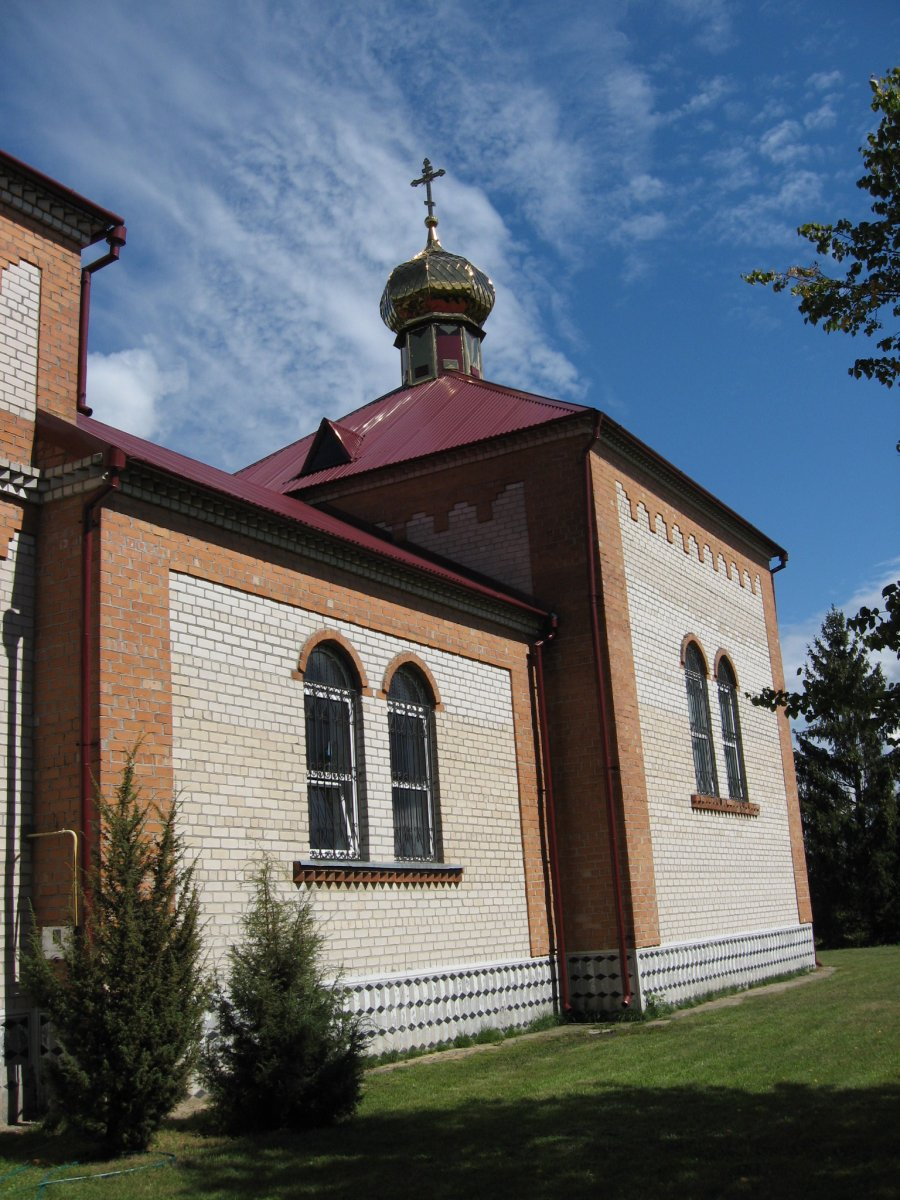
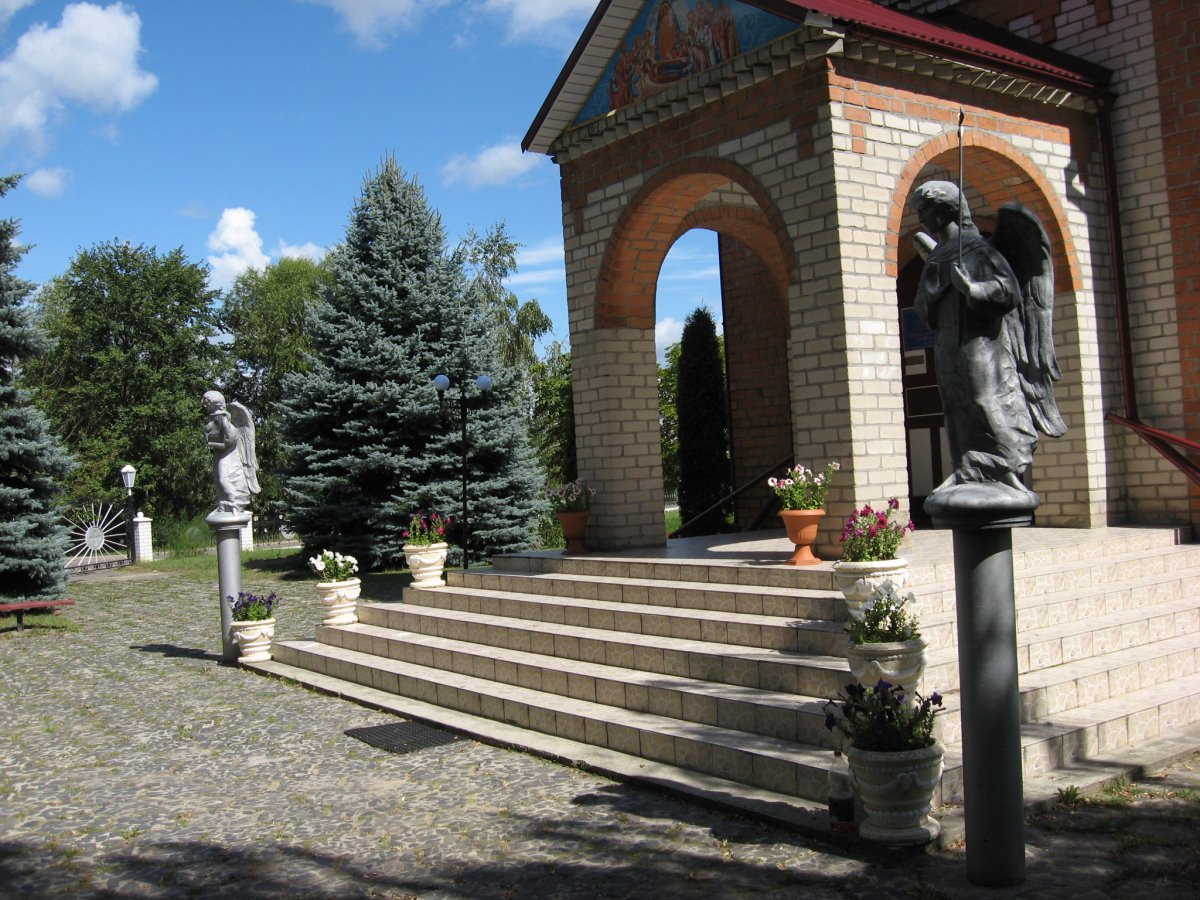
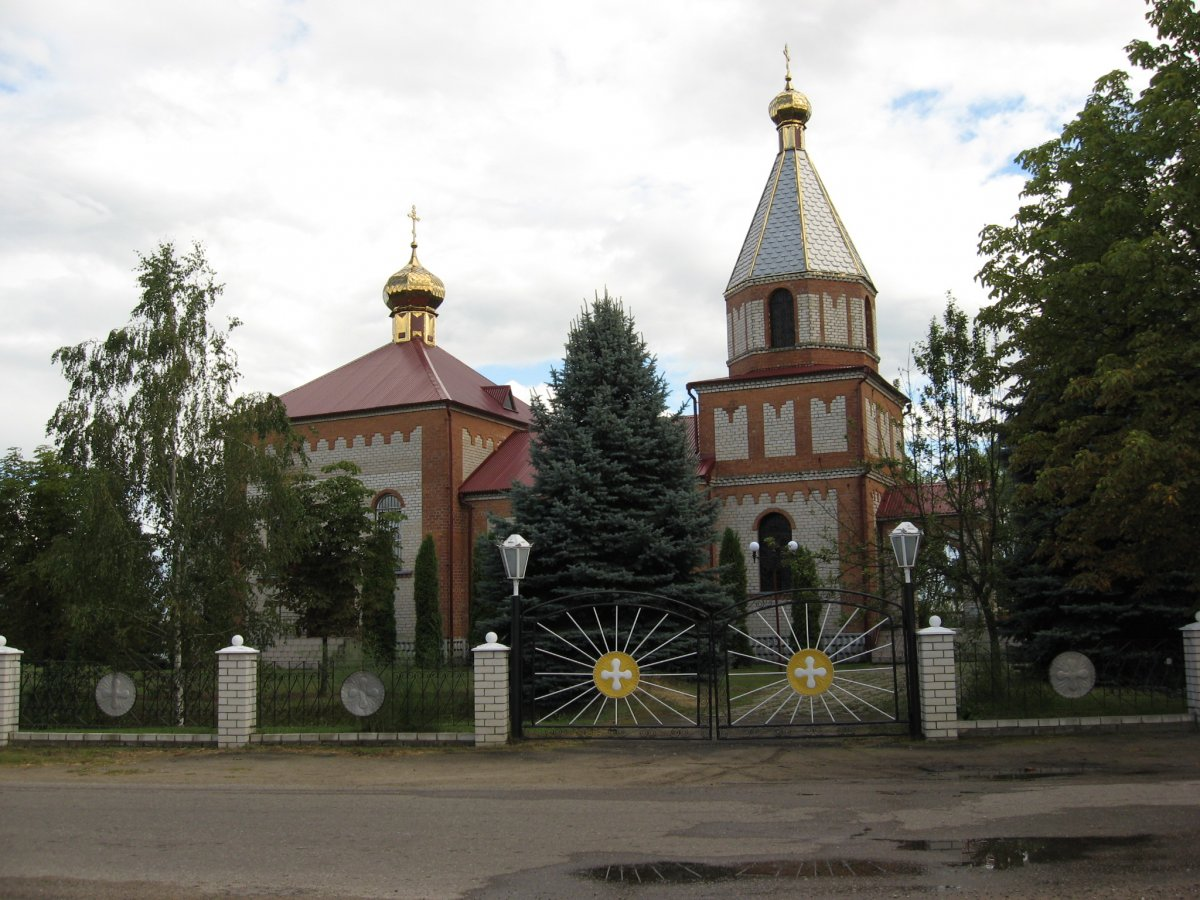